# افشانه استنشاقی دوزسنجیده

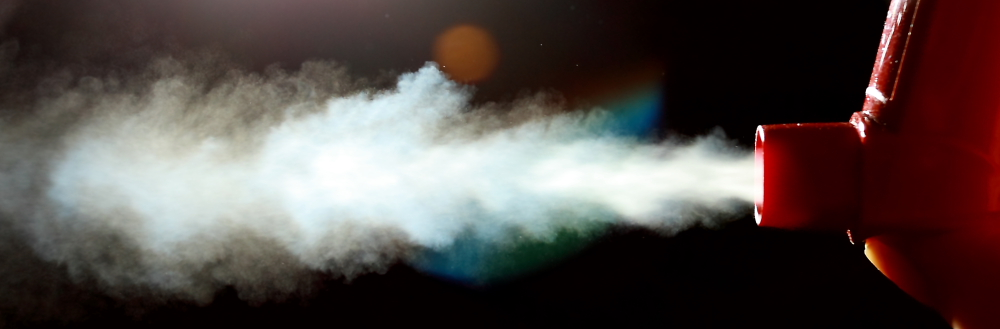
استنشاق کننده دوز سنجیده

افشانه دوز سنجیده (MDI) دستگاهی است که مقدار مشخصی از دارو را به ریه‌ها می‌رساند، از داروهای هوادهی شده که معمولاً توسط خود بیمار از طریق استنشاق استفاده می‌شود. این رایج‌ترین سیستم دارورسانی برای درمان آسم، بیماری مزمن انسدادی ریه (COPD) و سایر بیماری‌های تنفسی است. داروی استنشاقی با دوز اندازه‌گیری شده معمولاً یک داروی برونکودیلاتور، کورتیکواستروئید یا ترکیبی از هر دو برای درمان آسم و COPD است. داروهای دیگر که کمتر مورد استفاده قرار می‌گیرند اما توسط MDI تجویز می‌شوند، تثبیت کننده‌های ماست‌سل هستند، مانند کروموگلیکات یا ندوکرومیل.

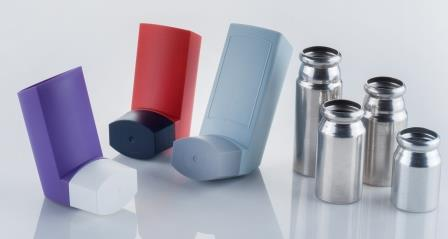
قوطی MDI و اجزای فعال کننده از H&T Presspart

یک دستگاه استنشاقی با دوز اندازه‌گیری شده از سه جزء اصلی تشکیل شده‌است. قوطی که از آلومینیوم یا فولاد ضدزنگ با استفاده از کشش عمیق تولید می‌شود، جایی که فرمولاسیون در آن قرار دارد. دریچه اندازه‌گیری، که اجازه می‌دهد تا مقدار محاسبه شده از فرمول با هر بار عمل حذف شود، و یک دهانه که به بیمار اجازه می‌دهد هوا را به داخل ریه‌ها هدایت کند.